# Colton Fretter
Colton John Fretter (* 12. März 1982 in Harrow, Ontario) ist ein ehemaliger kanadischer Eishockeyspieler, der im Verlauf seiner Karriere in nordamerikanischen Minor Leagues sowie in verschiedenen europäischen Ligen spielte, darunter für die Iserlohn Roosters in der Deutschen Eishockey Liga (DEL) und den EC KAC in der Erste Bank Eishockey Liga (EBEL).

## Karriere
Colton Fretter begann seine Karriere als Eishockeyspieler in der Mannschaft der Michigan State University, für die er von 2002 bis 2006 in der National Collegiate Athletic Association aktiv war. Zuvor war er bereits als Junioren-Spieler im NHL Entry Draft 2002 in der achten Runde als insgesamt 230. Spieler von den Atlanta Thrashers ausgewählt, für die er allerdings nie spielte. Stattdessen gab der Center in der Saison 2006/07 für die Gwinnett Gladiators in der ECHL sein Debüt im professionellen Eishockey. Dort konnte er auf Anhieb überzeugen und wurde zum ECHL Rookie of the Year ernannt. Nachdem er bei diesen auch die folgende Spielzeit begonnen hatte, beendete er die Saison 2007/08 bei den Chicago Wolves und den Bridgeport Sound Tigers aus der American Hockey League. 
Von 2008 bis 2010 stand Fretter in der AHL je ein Jahr lang für die Portland Pirates und Springfield Falcons auf dem Eis. Für die Saison 2010/11 erhielt er einen Vertrag bei den Kassel Huskies aus der Deutschen Eishockey Liga. Im September 2010 wechselte er nach der Insolvenz der Kassel Huskies zum HC Bozen aus der italienischen Serie A1. Im Mai 2011 wurde der Stürmer von den Iserlohn Roosters verpflichtet. Auch diese verließ der Kanadier nach einer Spielzeit und einigte sich im April 2012 auf einen Kontrakt für die Saison 2012/13 plus Option für eine Verlängerung um ein Spieljahr mit dem EHC Olten aus der Schweizer National League B. Diese Option wurde jedoch nicht gezogen und Fretter wechselte zum Klagenfurter AC in die Österreichische Eishockey-Liga, wo es ihn aber auch nur ein Jahr hielt.
Ab 2014 spielte er für die Sheffield Steelers in der Elite Ice Hockey League. 2015 und 2016 konnte er mit seinem Klub die Hauptrunde der Liga und damit die britische Meisterschaft gewinnen. 2017 reichte es dann nur zu Rang drei in der Hauptrunde, dafür gewann das Team die Playoffs durch einen 6:5-Erfolg nach Verlängerung gegen die Cardiff Devils. 2018 beendete Fretter seine Karriere.

## Erfolge und Auszeichnungen
| - 2007 Teilnahme am ECHL All-Star Game - 2007 ECHL All-Rookie Team - 2007 ECHL Rookie of the Year | - 2015 Sieger der Elite Ice Hockey League und britischer Meister mit den Sheffield Steelers - 2016 Sieger der Elite Ice Hockey League und britischer Meister mit den Sheffield Steelers - 2017 Playoff-Sieger der Elite Ice Hockey League mit den Sheffield Steelers |

## Karrierestatistik
(Legende zur Spielerstatistik: Sp oder GP = absolvierte Spiele; T oder G = erzielte Tore; V oder A = erzielte Assists; Pkt oder Pts = erzielte Scorerpunkte; SM oder PIM = erhaltene Strafminuten; +/− = Plus/Minus-Bilanz; PP = erzielte Überzahltore; SH = erzielte Unterzahltore; GW = erzielte Siegtore; 1 Play-downs/Relegation; Kursiv: Statistik nicht vollständig)